# Bouquet of Tulips
Cet article possède un paronyme, voir Bouquet de tulipes.
Bouquet of Tulips est une sculpture de l'artiste Jeff Koons située dans les jardins des Champs-Élysées près du Petit Palais à Paris, en hommage aux victimes de l'ensemble des attentats de 2015 et 2016. Son financement et le choix de son emplacement initialement prévu place de Tokyo sont émaillés de nombreuses critiques. 
À l’emplacement initial place de Tokyo, proposé par la Mairie de Paris au vu de sa symbolique franco-américaine, fut substitué en octobre 2018 son emplacement actuel, au sein des jardins des Champs-Élysées, entre le Petit Palais et la Concorde.

## Description
L’œuvre faite de bronze, acier et aluminium polychromes, représente une main réaliste tenant un bouquet de onze « tulipes » multicolores. Elle mesure 12,62 mètres de haut pour 8,35 mètres de large et pèse 34 tonnes (60 avec le socle).
Imaginée par l’artiste comme un « symbole de souvenir, d’optimisme et de rétablissement », Bouquet of Tulips symbolise l’acte d’offrir, représenté par la main tendue brandissant un bouquet de fleurs colorées. Elle évoque la main de la statue de la Liberté brandissant la torche, tout en dialoguant avec la Femme au vase de Pablo Picasso. Les fleurs sont ici comme universellement liées à l’optimisme, à la renaissance, à la vitalité de la nature et au cycle de vie. Elle symbolise la vie qui continue.
L’œuvre a une apparence très réaliste, à la fois la main et les tulipes ballons. Elle évoque le soutien et l’amitié dans la prise de conscience de la perte terrible née des attentats terroristes de 2015 et 2016 et symbolise aussi le don d’amitié et de soutien entre la France et les États-Unis. Pour représenter la perte qui a affecté les victimes et leurs familles, le bouquet se compose de seulement onze fleurs ; la douzième manquante représentera toujours la perte causée par ces attentats.

## Histoire

### Genèse du projet
Particulièrement émue par les très nombreux témoignages de soutien et d’amitié exprimés par des citoyens américains envers les parisiens et les français à la suite des terribles attentats perpétrés en 2015 et 2016, Jane Hartley avait sollicité Jeff Koons pour offrir à Paris une œuvre d’art emblématique et réaffirmer ainsi les liens qui unissent les deux peuples autour de leur attachement commun au principe de Liberté.
C’est avec grand enthousiasme qu’Anne Hidalgo, Maire de Paris, avait accueilli ce don d’une importance exceptionnelle.
La donation est annoncée officiellement le 22 novembre 2016 lors d’une conférence de presse à Paris en présence de Jane Hartley, Anne Hidalgo et Jeff Koons.

### Financement
Son mode de financement est imaginé dans la lignée historique des dons d’œuvres monumentales, dont la plus connue est la statue de la Liberté, dans lesquels l’artiste offre sa création, comme tout le suivi de la fabrication et de l’installation de l’œuvre, les coûts étant couverts par des souscriptions privées ou publiques.
Coordonnant le projet du Bouquet of Tulips depuis son lancement par Jane Hartley début 2016 et y défendant les intérêts de l’artiste, Noirmontarproduction mène la campagne de financement en collaboration avec le Fonds Pour Paris, et finance gracieusement la production de la sculpture en attendant les versements des donateurs. 
À l’image de la statue de la Liberté, Bouquet of Tulips est ainsi financé par des donateurs privés américains et français, tous soucieux de pérenniser les liens d’amitié et de soutien entre les deux peuples.

### Choix de l'emplacement et controverse
À la suite des controverses apparues en 2017 quant à l’emplacement choisi, place de Tokyo, le lieu d’installation de l’œuvre est l’objet de discussions avec le Ministère de la Culture et la Ville de Paris.
Le 11 octobre 2018, un accord est trouvé avec Christophe Girard, adjoint à la maire de Paris chargé de la Culture, ainsi que Jeff Koons et ses représentants dans ce projet Emmanuelle et Jérôme de Noirmont, pour installer la sculpture dans les jardins des Champs-Élysées, entre le Petit Palais et la place de la Concorde, dans le triangle délimité par l’avenue Dutuit, l’avenue Edward-Tuck et le Cours la Reine.

### Fabrication
La sculpture est fabriquée par les ateliers Arnold près de Francfort-sur-le-Main, puis assemblée in situ dans le jardin.

### Réception et accueil critique
L’œuvre est inaugurée le 4 octobre 2019 par Anne Hidalgo, en présence de l’artiste, de Jane Hartley, ambassadrice des États-Unis d’Amérique en France de 2014 à 2017, et de Jamie McCourt, ambassadrice en France depuis 2017. 
L'historien de l'architecture et professeur d'université Alexandre Gady fustige l'installation de l'œuvre dans une tribune.
Début 2020, le philosophe et critique d'art Yves Michaud sort Ceci n'est pas une tulipe : Art, luxe et enlaidissement des villes, un livre critique au sujet de l'installation de cette sculpture. Il écrira que Jeff Koons ne donne pas a voir des tulipes mais des « culipes », comme « onze trous du cul couleurs pastel montés sur tige » rappelant les masturbateurs anus ou vagins artificiels » tenues par un poing fermé qui n'est pas sans évoquer une pratique sexuelle comme le fist-fucking. Ce monument n'est pour l'auteur qu'« une sculpture aimablement pornographique sous couvert de fleurs inoffensives ».
Entre le 19 et le 24 février 2021, l'artiste de rue, Unikz (vit et travaille à Genève), installe devant le Bouquet of Tulips de Jeff Koons une sculpture grandeur nature représentant un singe noir, avec un masque rouge, brandissant les mêmes tulipes colorées que celles de la sculpture de Koons, mais piétinant en même temps trois autres fleurs tricolores (bleue, blanche, rouge) au sol.